# Prélude
Pour les articles homonymes, voir Prélude (homonymie).

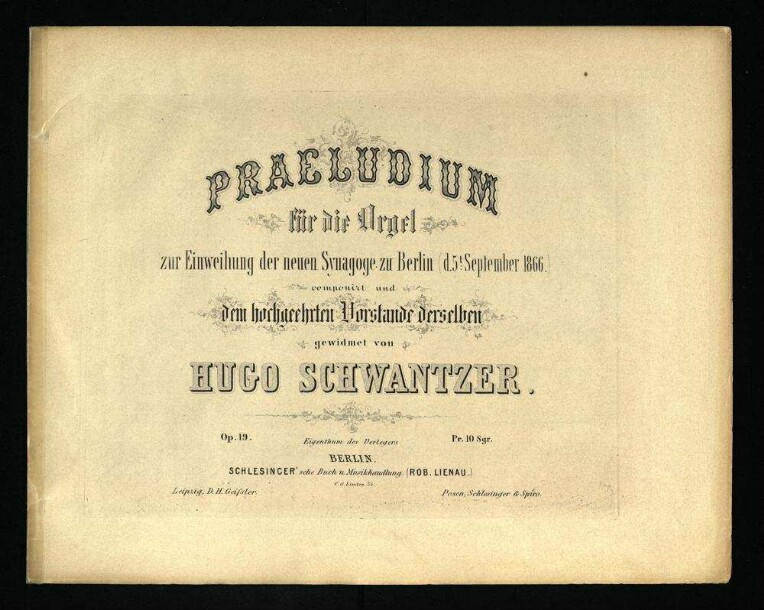
Illustration.

Un prélude est un genre de musique instrumentale et sert généralement d'introduction.
Le prélude apparaît dans une grande variété de fonctions et, d'une grande liberté d'écriture ne présente, a priori, pas de forme, caractère ou tempo. Il est isolé, ou forme diptyque avec une autre pièce (prélude et fugue) ou il intègre un genre plus vaste (suite, sonate baroque de Corelli).
Il se présente au cours de la liturgie, une cérémonie publique, une œuvre musicale (fugue, partita, suite de Bach), un concert (Couperin), un chant religieux (choral, cantate) ou profane (chanson, aria, chœur, etc.), un opéra (Wagner, Verdi).
L'œuvre peut également ne préluder à rien, en tant que composition indépendante et se trouve alors souvent organisée en cycle (Chopin, Debussy, Scriabine, Rachmaninov…). Il est généralement bref, mais peut également être plus développé.
Les origines du prélude sont intimement liées au test de l'accord de l'instrument, comme la pratique du tastar de corde des luthistes, l’intonazione et le Choralvorspeil qui donne aux chanteurs le ton ou leur rappelle la mélodie. Il est en outre lié à plusieurs autres genres instrumentaux qui sont : l'improvisation, le ricercare, la toccata, la fantaisie et l'ouverture ; mais également, l'interlude, le postlude et la retirada.

## Présentation
L’étymologie du mot provient du latin : prae, « qui précède », et ludo, -es, -ere, « jouer ». C'est « une pièce instrumentale sans forme particulière, servant d’introduction. »

## Histoire
Dès la chanson polyphonique du XVe siècle, le prélude se rattache toujours étroitement à l'élément vocal qu'il précède (Guillaume Dufay, Je languis en piteux martire), où les instruments jouent prélude, interlude et postlude.
À l'origine, le prélude consiste en une improvisation de l'artiste pour se préparer à jouer et lui permettre de vérifier l'accord de son instrument — important pour les instruments qui se désaccordent très vite, tels le luth : dès 1508, Joan Ambrosio Dalza compose un tastar de corde, suivi d’un ricercare, prémices du prélude et fugue – ou, dans le cas des clavecinistes et des organistes, d’essayer leur instrument. Les premières Tablature d'orgue d'Adam Ileborgh (1448) livrent cinq préludes, brefs, mais d'une extraordinaire liberté et invention, « héritage probable d'une tradition ancienne ». Seize figurent dans le Buxheimer Orgelbuch (1470).
Ainsi l’écrit François Couperin dans son Art de toucher le clavecin : « non seulement les préludes annoncent agréablement le ton des pièces qu’on va jouer, mais ils servent à dénouer les doigts et souvent à éprouver des claviers sur lesquels on ne s’est point encore exercé. »

Dans son Dictionnaire de musique, à l’article « préluder », Jean-Jacques Rousseau souligne l’importance de cet acte musical : 

« C’est surtout en préludant que les grands musiciens, exempts de cet extrême asservissement aux règles que l’œil des critiques leur impose sur le papier, font briller ces traditions savantes qui ravissent les auditeurs. C’est là qu’il ne suffit pas d’être bon compositeur ni de bien posséder son clavier, ni d’avoir la main bonne et bien exercée, mais qu’il faut encore abonder de ce feu de génie et de cet esprit inventif qui fait trouver et traiter sur le champ les sujets les plus favorables à l’harmonie et les plus flatteurs à l’oreille. »

— Jean-Jacques Rousseau, Dictionnaire de musique, Londres, 1756, p. 377.

### Prélude, fugue et suite
Pendant la période baroque, le prélude précède souvent la fugue ou une suite de danses. La structure et l’écriture du prélude sont très diverses : chez Jean-Sébastien Bach, qui fait précéder 48 fois un prélude à une fugue dans les deux cahiers du Clavier bien tempéré, le prélude adopte soit un véritable caractère introductif à la fugue, soit un caractère résolument opposé à ladite fugue. Bach utilise également « le style polyphonique soit sous la forme ancienne du ricercare, soit sous la forme du bicinium, soit encore en imitations à plusieurs voix ».

### Prélude non mesuré
Dans la tradition française du XVIIe siècle, et notamment chez Louis Couperin, ce caractère improvisé est souligné par le fait qu'il est souvent « non mesuré » c'est-à-dire sans que la partition n’indique ni la place des barres de mesure, ni la durée des sons, tous notés par des rondes, des « liaisons » (comme les appelle Monsieur de Saint-Lambert dans son traité « Les principes du clavecin » de 1702) surmontant certaines notes dont le son doit être prolongé. L'interprète dispose donc d'une grande liberté d'exécution qui lui permet de mettre son expressivité et sa sensibilité en valeur. Le premier Prélude pour clavecin de Jean-Philippe Rameau, bien qu'écrit en 1706, comporte encore une première section non mesurée. Les derniers préludes non mesurés semblent avoir été écrits par Nicolas Siret dans son Livre de pièces de clavecin édité à Paris en 1719 où ils ne sont que partiellement non mesurés.

### Musique de salon et de concert
Durant la période romantique, se détachent plusieurs constantes. D’une part, l’art de préluder reste une préoccupation, comme en témoignent diverses méthodes : Méthode simple pour apprendre à préluder en peu de temps avec toutes les ressources de l’harmonie (Grétry, 1802) ; Die Kunst des Präludierens in 120 Beispielen, op. 300 (« L’art de préluder en 120 exemples ») publié par Carl Czerny à Vienne en 1833 ; ou encore le Traité d’harmonie du pianiste. Principes rationnels de la modulation pour apprendre à préluder et à improviser de Friedrich Kalkbrenner (1849).
D’autre part, le prélude se libère complètement de ses fonctions antérieures et devient une pièce totalement autonome et souvent très virtuose, notamment chez Tommaso Giordani et Jean-Jacques Beauvarlet Charpentier. Le prélude atteint des sommets chez Frédéric Chopin, qui le traite soit librement, soit sous forme de lied ou de rondeau.
En outre, César Franck l’insère à nouveau en tête d’une série de pièces et lui donne une envergure inédite en France (Prélude, Choral et Fugue, 1884 ; Prélude, Aria et Final, 1887). Alkan en laisse également un recueil.

### Prélude, genre indépendant
Au XXe siècle, de nombreux compositeurs nous laissent des préludes devenus célèbres, souvent organisés en cycles : Claude Debussy compose des préludes descriptifs, à la suite, Stephen Heller, Florent Schmitt et Erik Satie. Gabriel Fauré, auteur de neuf préludes, traite la forme de manière très organisée. D’autres compositeurs écrivent des recueils de préludes, tels Scriabine, Rachmaninov, Kabalevski, Szymanowski, Frank Martin, Martinů, Villa-Lobos, Messiaen et Gershwin.

## Œuvres

### Claviers
- Bach, 48 préludes du Clavier Bien Tempéré (1722 et 1744)
- Chopin, 24 préludes (entre 1835 et 1839)
- Boëly, Préludes opus 20, opus 22, opus 33 (1805–1857) et de nombreux autres dans divers opus.
- Scriabine, Préludes (entre 1889 et 1914)
- Schmitt, 3 Préludes, op. 3 (1890–1895) et 10 Préludes, op. 5 (1896)
- Jongen, 13 Préludes, Op. 69 (1922) dédiés à Emile Bosquet
- Rachmaninov, 24 préludes (1903 et 1910)
- Debussy, 24 préludes (entre 1909 et 1913)
- Fauré, 9 préludes (entre 1909 et 1910)
- Ravel, Prélude (1913)
- Vierne, 12 préludes (1914-1915)
- Ottorino Respighi, 3 préludes (1921)
- Gershwin, Trois préludes (1926)
- Messiaen, Huit préludes (entre 1928 et 1929)
- Martinů, Huit préludes (1929)
- Bowen, Vingt-quatre préludes dans tous les tons majeurs et mineurs, opus 102 (c. 1938)
- Kabalevski, 24 préludes (entre 1943 et 1944)
- Chostakovitch, Vingt-quatre préludes et fugues (1950-1951)

### Orchestre
- Prélude à l'Après-midi d'un faune

### Encyclopédies
- Danièle Pistone, « Prélude », dans Marc Honegger, Dictionnaire de la musique : technique, formes, instruments, Éditions Bordas, coll. « Science de la Musique », 1976, 1109 p., Tome I & II (OCLC 3033496), p. 826–828.
- Arlette Zenatti, « Le prélude », dans Aimé Agnel et al., La musique à travers ses formes, Paris, Larousse, coll. « Encyclopoche » (no 34), 1978, 255 p. (ISBN 2030010340, OCLC 4439715), p. 170–185
- (de) Arnfried Edler, « Präludium », dans MGG Online, Bärenreiter et Metzler, 1997
- (en) David Ledbetter et Howard Ferguson, « Prelude (Fr. prélude; Ger. Vorspiel; It., Sp. preludio; Lat. praeludium, praeambulum)  », dans Grove Music Online, Oxford University Press, 2001.
- Claude Abromont et Eugène de Montalembert, Guide des formes de la musique occidentale, Paris, Fayard / Henry Lemoine, coll. « Indispensables de la musique », 2010, 237 p. (ISBN 978-2-213-65572-7, OCLC 701598321, BNF 42290337), « Le prélude », p. 975–987.

### Études, avant leXIXesiècle
- (de) Otto Kinkeldey, Orgel und Klavier in der Musik des 16. Jahrhunderts, Leipzig, Breitkopf & Härtel, 1910, x-321 (OCLC 457918471, BNF 30682020, lire en ligne)
- (de) Wilhelm Merian, Der Tanz in den deutschen Tabulaturbüchern, Leipzig, 1916.
- (de) F. Dietrich, « Analogie-formen in Bachs Tokkaten und Präludien für die Orgel », Bach-Jahrbuch, Leipzig, Breitkopf & Härtel, vol. 28,‎ 1931, p. 51–71 (ISSN 0084-7682, OCLC 224561758).
- (en) Isaac Lloyd Hibberd (Thèse de doctorat), The Early Keyboard Prelude : a Study in Musical Style, Université Harvard, 1941, 68 p. (OCLC 76986883).
- (de) Willi Apel, « Der Anfang des Präludiums in Deutschland und Polen », dans Chopin Congress, Varsovie, 1960, p. 495–502.
- Yvonne Rokseth, « The Instrumental Music of the Middle Ages and early 16th Century », dans Gerald Abraham et D.A. Hughes (éds.), The New Oxford History of Music, t. III : Ars Nova and the Renaissance, 1300-1540, Oxford University Press, 1960, xix-566 (OCLC 876262615), p. 406–465.
- Arlette Zenatti, « Le prélude dans la musique profane de clavier en France au XVIIIe siècle », dans Recherches, V, Picard, 1965.
- Willi Apel, « Solo Instrumental Music », dans Gerald Abraham et D.A. Hughes (éds.), The New Oxford History of Music, t. IV : The age of humanism, 1540-1630, Oxford University Press, 1968, xix-566 (OCLC 1101356536), p. 602–701.
- (en) Willi Apel (trad. de l'allemand par Hans Tischler), The History of Keyboard Music to 1700, Bloomington, Indiana University Press, 1972 rééd. 1997, 878 p. (OCLC 412121, BNF 42816816, lire en ligne)
- Stauffer, G., The Organ Preludes of Johann Sebastian Bach, Ann Arbor, 1980.
- Archbold, L., Style and Structure in the Praeludia of Dietrich Buxtehude, Ann Arbor, 1985.
- Wolff, C., « Präludium (Toccata) und Sonata: Formbildung und Gattungstradition in der Orgelmusik Buxtehudes und seines Kreises », dans Wolff, C. (éd.), Orgel, Orgelmusik, und Orgelspiel: Festschrift Michael Schneider zum 75. Geburtstag, Kassel, 1985, p. 55–64.
- Dehmel, J., Toccata und Präludium in der Orgelmusik von Merulo bis Bach, Kassel, 1989.
- Ledbetter, D., « French Lute Music 1600–1650: towards a Definition of Genres », The Lute, XXX, 1990, p. 25–47.
- Levin, R.D., « Mozart's Solo Keyboard Music », dans : Marshall, R.L. (éd.), Eighteenth-Century Keyboard Music, New York, 1994, p. 308–349.

### XIXeetXXesiècles
- (pl) Józef Michał Chomiński, Preludia Chopina, Cracovie, Polskie Wydawnictwo Muzyczne, coll. « Analizy i Objaśnienia Dzieł Wszystkich Fryderyka Chopina » (no 9), 1950, 349 p. (OCLC 833416772, BNF 42909399)Analyses et explications des œuvres de Chopin.
- (ru) Н. Спектор [N. Spektor], Фортепианная прелюдия в России : конец XIX- начало XX века [« Le prélude pour piano en Russie à la fin du XIXe et au début du XXe siècle »], Moscou, Muzyka, coll. « Biblioteka muzykanta-pedagoga »,‎ 1991, 76 p. (ISBN 5714003675, OCLC 26959714)